# مدينة ولز (إنجلترا)
ولز (بالإنجليزية: wells)‏ هي مدينة كاتدرائية في مقاطعة سومرست، إنكلترا، على الحافة الجنوبية ل تلال منديب . على الرغم من أن عدد السكان المسجلين في تعداد 2011 وكان فقط 10،536، فقد كان تأخذ وضع المدينة منذ العصور الوسطى، بسبب وجود كاتدرائية ويلز. كثيرا ما توصف بأنها أصغر مدينة بانجلترا،اسم ويلز" wells " والذي معناه الآبار يأتي من ثلاثة آبار مخصصة ل سانت أندرو ، واحدة في السوق واثنين ضمن أرض قصر المطران والكاتدرائية.

## توأمة
لمدينة ولز (إنجلترا) اتفاقيات توأمة مع كل من:
- باد بيركا
- Paray-le-Monial [الإنجليزية]‏
- باد دوركهايم
- فونتانيلاتو

## أعلام
- تريفور جونز
- ديفيد بور
- أدريان هوليس
- جيمس كييني
- راشيل أثرتون
- ماري راند
- باسيل ألين